# Tom Hagen
Tom Hagen je fiktivní literární a filmová postava z románu Kmotr Maria Puza, ve stejnojmenném filmu jej hrál Robert Duvall.

## Charakteristika
Tom Hagen je irsko-německého původu. Jde o sirotka, jehož otec byl alkoholik, matka chytila oční infekci a zemřela, když Tomovi bylo 12 let, kvůli strachu z infekce se mu lidé vyhýbali. Tom se touto infekcí nakazil, vyrůstal na ulici, přespával pod schody. Jeho sestra byla umístěna do dětského domova. Tom se spřátelil se Santinem Corleonem, který jej přivedl domů. Don jej poté osobně odvedl k lékaři, který mu vyléčil infekci. Hagen zůstal v domě Dona Corleona jako poloadoptivní syn. Adoptován nebyl, protože změna příjmení by podle Dona byla neúctou k vlastním rodičům. Vystudoval právnickou fakultu. Poté, co consigliere Genco Abbandando onemocněl rakovinou, získal tuto funkci, ačkoli nebyl Sicilián. Oženil se s mladou Italkou. Poté, co vedení famillie Corleonových převzal Michael Corleone, přišel dočasně o funkci.